# Ръшклиф (община)
Община „Ръшклиф“ (на английски: Rushcliffe) е една от осемте административни единици в област (графство) Нотингамшър, регион Ийст Мидландс.
Населението на общината към 2008 година е 109 800 жители разпределени в множество селища на площ от 409.2 квадратни километра. Главен град на общината е Уест Бриджфорд.

## География
Община „Ръшклиф“ е разположена в най-южната част на област Нотингамшър по границата с графство Лестършър.
Градове на територията на общината:
| град           | на английски   | население |
| -------------- | -------------- | --------- |
| Уест Бриджфорд | West Bridgford | 43 395    |
| Бингам         | Bingham        | 9000      |
| Котгрейв       | Cotgrave       | 7373      |

## Демография
Разпределение на населението по религиозна принадлежност към 2001 година:
| религия          | на английски        | брой жители |
| ---------------- | ------------------- | ----------- |
| Християни        | Christian           | 75 855      |
| Будисти          | Buddhist            | 232         |
| Хиндуисти        | Hindu               | 653         |
| Евреи            | Jewish              | 395         |
| Мюсюлмани        | Muslim              | 960         |
| Сикхи            | Sikh                | 718         |
| Други            | Other               | 261         |
| Атеисти          | No religion         | 18 999      |
| Запазена в тайна | Religion not stated | 7526        |